# Championnats d'Europe d'athlétisme en salle 1980
Navigation
Les 11es Championnats d'Europe d'athlétisme en salle ont eu lieu en 1980 à Sindelfingen, en Allemagne de l'Ouest. Ces championnats ont été boycottés par la République démocratique allemande.

## Podiums

### Hommes
| Épreuves         | Or                                    | Argent                       | Bronze                            |
| 60 m             | Marian Woronin 6 s 62                 | Christian Haas 6 s 62        | Aleksandr Aksinin 6 s 63          |
| 400 m            | Nikolay Chernetskiy 46 s 29           | Karel Kolář 46 s 55          | Remigijus Valiulis 46 s 75        |
| 800 m            | Roger Milhau 1 min 50 s 2             | András Paróczai 1 min 50 s 3 | Herbert Wursthorn 1 min 50 s 4    |
| 1 500 m          | Thomas Wessinghage 3 min 37 s 54 (CR) | Ray Flynn 3 min 38 s 5       | Pierre Délèze 3 min 38 s 9        |
| 3 000 m          | Karl Fleschen 7 min 57 s 5            | Klaas Lok 7 min 57 s 9       | Hans-Jürgen Orthmann 7 min 59 s 9 |
| 60 m haies       | Yuriy Chervanyov 7 s 54 (CR)          | Romuald Giegiel 7 s 73       | Javier Moracho 7 s 75             |
| Saut en hauteur  | Dietmar Mögenburg 2,31 m              | Jacek Wszoła 2,29 m          | Adrian Proteasa 2,29 m            |
| Saut à la perche | Konstantin Volkov 5,60 m (CR)         | Vladimir Polyakov 5,60 m     | Patrick Abada 5,55 m              |
| Saut en longueur | Winfried Klepsch 7,98 m               | Nenad Stekić 7,91 m          | Stanisław Jaskułka 7,85 m         |
| Triple saut      | Béla Bakosi 16,86 m                   | Jaak Uudmäe 16,51 m          | Gennadiy Kovtunov 16,45 m         |
| Lancer du poids  | Zlatan Saračević 20,43 m              | Jaromír Vlk 20,19 m          | Ivan Ivančić 19,48 m              |

### Femmes
| Épreuves         | Or                                 | Argent                             | Bronze                        |
| 60 m             | Sofka Popova 7 s 11                | Linda Haglund 7 s 14               | Lyudmila Kondratyeva 7 s 31   |
| 400 m            | Elke Decker 52 s 28                | Karoline Käfer 52 s 70             | Tatyana Goyshchik 52 s 71     |
| 800 m            | Jolanta Januchta 2 min 00 s 6 (CR) | Anne-Marie Van Nuffel 2 min 00 s 9 | Elizabeth Barnes 2 min 01 s 5 |
| 1 500 m          | Tamara Koba 4 min 12 s 5           | Anna Bukis 4 min 13 s 1            | Mary Purcell 4 min 14 s 2     |
| 60 mètres haies  | Zofia Bielczyk 7 s 77 (WB)         | Grazyna Rabsztyn 7 s 89            | Natalya Lebedyeva 8 s 04      |
| Saut en hauteur  | Sara Simeoni 1,95 m (CR)           | Andrea Mátay 1,93 m                | Urszula Kielan 1,93 m         |
| Saut en longueur | Anna Włodarczyk 6,74 m (CR)        | Anke Weigt 6,68 m                  | Sabine Everts 6,54 m          |
| Lancer du poids  | Helena Fibingerová 19,92 m         | Eva Wilms 19,66 m                  | Beatrix Philipp 17,59 m       |

## Résultats détaillés

### 60 m
| Rang | Pays                 | Athlète            | Temps  |
| ---- | -------------------- | ------------------ | ------ |
| 1    | Pologne              | Marian Woronin     | 6 s 62 |
| 2    | Allemagne de l'Ouest | Christian Haas     | 6 s 62 |
| 3    | Union soviétique     | Aleksandr Aksinin  | 6 s 63 |
| 4    | Union soviétique     | Nikolay Kolesnikov | 6 s 65 |
| 5    | Union soviétique     | Andrey Shlyapnikov | 6 s 66 |
| 6    | Italie               | Gian-Franco Lazzer | 6 s 75 |

| Rang | Pays             | Athlète              | Temps  |
| ---- | ---------------- | -------------------- | ------ |
| 1    | Bulgarie         | Sofka Popova         | 7 s 11 |
| 2    | Suède            | Linda Haglund        | 7 s 14 |
| 3    | Union soviétique | Lyudmila Kondratyeva | 7 s 31 |
| 4    | Pologne          | Zofia Bielczyk       | 7 s 34 |
| 5    | Union soviétique | Vera Anisimova       | 7 s 35 |
| 6    | Finlande         | Helina Laihorinne    | 7 s 37 |

### 400 m
| Rang | Pays             | Athlète            | Temps   |
| ---- | ---------------- | ------------------ | ------- |
| 1    | Union soviétique | Nikolay Chernetsky | 46 s 29 |
| 2    | Tchécoslovaquie  | Karel Kolar        | 46 s 55 |
| 3    | Union soviétique | Remigijus Valiulis | 46 s 75 |
| 4    | Roumanie         | Horia Toboc        | 46 s 95 |

| Rang | Pays                 | Athlète            | Temps   |
| ---- | -------------------- | ------------------ | ------- |
| 1    | Allemagne de l'Ouest | Elke Decker        | 52 s 28 |
| 2    | Autriche             | Karoline Käfer     | 52 s 70 |
| 3    | Union soviétique     | Tatyana Goistchik  | 52 s 71 |
| 4    | Bulgarie             | Rossitsa Stamenova | 53 s 06 |

### 800 m
| Rang | Pays                 | Athlète            | Temps        |
| ---- | -------------------- | ------------------ | ------------ |
| 1    | France               | Roger Milhau       | 1 min 50 s 2 |
| 2    | Hongrie              | András Paróczai    | 1 min 50 s 3 |
| 3    | Allemagne de l'Ouest | Herbert Wursthorn  | 1 min 50 s 4 |
| 4    | Allemagne de l'Ouest | Klaus-Peter Nabein | 1 min 51 s 4 |
| 5    | Pays-Bas             | Koen Gijsbers      | 1 min 51 s 6 |
|      | Espagne              | Colomán Trabado    | disq.        |

| Rang | Pays        | Athlète               | Temps        |
| ---- | ----------- | --------------------- | ------------ |
| 1    | Pologne     | Jolanta Januchta      | 2 min 00 s 6 |
| 2    | Belgique    | Anne-Marie Van Nuffel | 2 min 00 s 9 |
| 3    | Royaume-Uni | Elizabeth Barnes      | 2 min 01 s 5 |
| 4    | Pologne     | Elzbieta Katolik      | 2 min 02 s 3 |
| 5    | Bulgarie    | Violeta Tsvetkova     | 2 min 02 s 8 |
| 6    | Norvège     | Kirsti Voldnes        | 2 min 02 s 8 |

### 1 500 m
| Rang | Pays                 | Athlète            | Temps        |
| ---- | -------------------- | ------------------ | ------------ |
| 1    | Allemagne de l'Ouest | Thomas Wessinghage | 3 min 37 s 6 |
| 2    | Irlande              | Ray Flynn          | 3 min 38 s 5 |
| 3    | Suisse               | Pierre Délèze      | 3 min 38 s 9 |
| 4    | Allemagne de l'Ouest | Uwe Becker         | 3 min 39 s 8 |
| 5    | Portugal             | Carlos Cabral      | 3 min 39 s 9 |
| 6    | Royaume-Uni          | Malcolm Edwards    | 3 min 43 s 0 |

| Rang | Pays                 | Athlète            | Temps        |
| ---- | -------------------- | ------------------ | ------------ |
| 1    | Union soviétique     | Tamara Koba        | 4 min 12 s 5 |
| 2    | Pologne              | Anna Bukis         | 4 min 13 s 1 |
| 3    | Irlande              | Mary Purcell       | 4 min 14 s 2 |
| 4    | Union soviétique     | Natalya Kuznetsova | 4 min 14 s 4 |
| 5    | Royaume-Uni          | Sandra Arthurton   | 4 min 23 s 1 |
|      | Allemagne de l'Ouest | Vera Steiert       | ab.          |

### 3 000 m
| Rang | Pays                 | Athlète              | Temps        |
| ---- | -------------------- | -------------------- | ------------ |
| 1    | Allemagne de l'Ouest | Karl Fleschen        | 7 min 57 s 5 |
| 2    | Pays-Bas             | Klaas Lok            | 7 min 57 s 9 |
| 3    | Allemagne de l'Ouest | Hans-Jürgen Orthmann | 7 min 59 s 9 |
| 4    | Allemagne de l'Ouest | Bernhard Gatzke      | 8 min 07 s 8 |
| 5    | Grèce                | Marios Kassianidis   | 8 min 08 s 5 |
| 6    | Italie               | Fulvio Costa         | 8 min 20 s 8 |

### 60 m haies
| Rang | Pays             | Athlète          | Temps  |
| ---- | ---------------- | ---------------- | ------ |
| 1    | Union soviétique | Yuriy Chervanyev | 7 s 54 |
| 2    | Pologne          | Romuald Giegiel  | 7 s 73 |
| 3    | Espagne          | Javier Moracho   | 7 s 75 |
| 4    | Bulgarie         | Plamen Krastev   | 7 s 79 |
| 5    | Union soviétique | Andreï Prokofiev | 7 s 84 |
| 6    | Pologne          | Jan Pusty        | 7 s 87 |

| Rang | Pays             | Athlète           | Temps  |
| ---- | ---------------- | ----------------- | ------ |
| 1    | Pologne          | Zofia Bielczyk    | 7 s 77 |
| 2    | Pologne          | Grazyna Rabsztyn  | 7 s 89 |
| 3    | Union soviétique | Natalya Lebedyeva | 8 s 04 |
| 4    | Pologne          | Elzbieta Rabsztyn | 8 s 05 |
| 5    | Union soviétique | Vera Komisova     | 8 s 07 |
| 6    | Union soviétique | Nina Morgulina    | 8 s 14 |

### Saut en hauteur
| Rang | Pays                 | Athlète           | Hauteur |
| ---- | -------------------- | ----------------- | ------- |
| 1    | Allemagne de l'Ouest | Dietmar Mögenburg | 2,31 m  |
| 2    | Pologne              | Jacek Wszola      | 2,29 m  |
| 3    | Roumanie             | Adrian Proteasa   | 2,29 m  |
| 4    | Allemagne de l'Ouest | Carlo Thränhardt  | 2,26 m  |
| 5    | Italie               | Marco Tamberi     | 2,26 m  |
| 6    | Union soviétique     | Alexey Demyanyuk  | 2,26 m  |
| 7    | Pays-Bas             | Ruud Wielart      | 2,26 m  |
| 8    | Suisse               | Roland Dalhäuser  | 2,26 m  |

| Rang | Pays                 | Athlète            | Hauteur |
| ---- | -------------------- | ------------------ | ------- |
| 1    | Italie               | Sara Simeoni       | 1,95 m  |
| 2    | Hongrie              | Andrea Mátay       | 1,93 m  |
| 3    | Pologne              | Urszula Kielan     | 1,93 m  |
| 4    | Union soviétique     | Valentina Poluyko  | 1,90 m  |
| 5    | Allemagne de l'Ouest | Petra Wziontek     | 1,87 m  |
| 6    | Italie               | Alessandra Fossati | 1,87 m  |
| 7    | Suède                | Ann-Ewa Karlsson   | 1,87 m  |
| 8    | Pologne              | Elzbieta Krawczuk  | 1,84 m  |

### Saut à la perche
| Rang | Pays             | Athlète               | Hauteur |
| ---- | ---------------- | --------------------- | ------- |
| 1    | Union soviétique | Konstantin Volkov     | 5,60 m  |
| 2    | Union soviétique | Vladimir Polyakov     | 5,60 m  |
| 3    | France           | Patrick Abada         | 5,55 m  |
| 4    | Pologne          | Władysław Kozakiewicz | 5,50 m  |
| 5    | Union soviétique | Sergey Kulibaba       | 5,40 m  |
| 6    | Finlande         | Antti Kalliomäki      | 5,40 m  |
| 7    | Bulgarie         | Antón Paskalev        | 5,40 m  |
| 8    | Pologne          | Mariusz Klimczyk      | 5,40 m  |
| 8    | France           | Thierry Vigneron      | 5,40 m  |

### Saut en longueur
| Rang | Pays                 | Athlète              | Longueur |
| ---- | -------------------- | -------------------- | -------- |
| 1    | Allemagne de l'Ouest | Winfried Klepsch     | 7,98 m   |
| 2    | Yougoslavie          | Nenad Stekic         | 7,91 m   |
| 3    | Pologne              | Stanislaw Jaskulka   | 7,85 m   |
| 4    | Allemagne de l'Ouest | Joachim Busse        | 7,85 m   |
| 5    | Union soviétique     | Viktor Belskiy       | 7,79 m   |
| 6    | Allemagne de l'Ouest | Jörg Klocke          | 7,76 m   |
| 7    | Pologne              | Andrzej Klimaszewski | 7,73 m   |
| 8    | Suisse               | Rolf Bernhard        | 7,72 m   |

| Rang | Pays                 | Athlète           | Longueur |
| ---- | -------------------- | ----------------- | -------- |
| 1    | Pologne              | Anna Wlodarczyk   | 6,74 m   |
| 2    | Allemagne de l'Ouest | Anke Weigt        | 6,68 m   |
| 3    | Allemagne de l'Ouest | Sabine Everts     | 6,54 m   |
| 4    | Bulgarie             | Lidia Gusheva     | 6,50 m   |
| 5    | Union soviétique     | Tatyana Kolpakova | 6,47 m   |
| 6    | Union soviétique     | Tatyana Skachko   | 6,43 m   |
| 7    | Danemark             | Dorthe Rasmussen  | 6,31 m   |
| 8    | Hongrie              | Beata Fazekas     | 6,13 m   |

### Triple saut
| Rang | Pays                 | Athlète           | Longueur |
| ---- | -------------------- | ----------------- | -------- |
| 1    | Hongrie              | Béla Bakosi       | 16,86 m  |
| 2    | Union soviétique     | Jaak Uudmäe       | 16,51 m  |
| 3    | Union soviétique     | Gennadiy Kuvtunov | 16,45 m  |
| 4    | Bulgarie             | Atanas Chochev    | 16,40 m  |
| 5    | Yougoslavie          | Milan Spasojevic  | 16,38 m  |
| 6    | Allemagne de l'Ouest | Klaus Kübler      | 16,36 m  |
| 7    | Espagne              | Ramon Cid         | 16,36 m  |
| 8    | Finlande             | Olli Pousi        | 16,31 m  |

### Lancer du poids
| Rang | Pays            | Athlète          | Distance |
| ---- | --------------- | ---------------- | -------- |
| 1    | Yougoslavie     | Zlatan Saracevic | 20,43 m  |
| 2    | Tchécoslovaquie | Jaromír Vlk      | 20,19 m  |
| 3    | Yougoslavie     | Ivan Ivancic     | 19,48 m  |
| 4    | Tchécoslovaquie | Remigius Machura | 18,56 m  |

| Rang | Pays                 | Athlète            | Distance |
| ---- | -------------------- | ------------------ | -------- |
| 1    | Tchécoslovaquie      | Helena Fibingerová | 19,92 m  |
| 2    | Allemagne de l'Ouest | Eva Wilms          | 19,66 m  |
| 3    | Allemagne de l'Ouest | Beatrix Philipp    | 17,59 m  |
| 4    | Italie               | Cinzia Petrucci    | 16,96 m  |
| 5    | France               | Léone Bertimon     | 16,45 m  |

## Tableau des médailles
| Rang | Nation               | Or | Argent | Bronze | Total |
| ---- | -------------------- | -- | ------ | ------ | ----- |
| 1    | Allemagne de l'Ouest | 5  | 3      | 4      | 12    |
| 2    | Pologne              | 4  | 4      | 2      | 10    |
| 3    | Union soviétique     | 4  | 2      | 6      | 12    |
| 4    | Tchécoslovaquie      | 1  | 2      | 0      | 3     |
| 4    | Hongrie              | 1  | 2      | 0      | 3     |
| 6    | Yougoslavie          | 1  | 1      | 1      | 3     |
| 7    | France               | 1  | 0      | 1      | 2     |
| 8    | Bulgarie             | 1  | 0      | 0      | 1     |
| 8    | Italie               | 1  | 0      | 0      | 1     |
| 10   | Irlande              | 0  | 1      | 1      | 2     |
| 11   | Autriche             | 0  | 1      | 0      | 2     |
| 11   | Belgique             | 0  | 1      | 0      | 2     |
| 11   | Pays-Bas             | 0  | 1      | 0      | 2     |
| 11   | Suède                | 0  | 1      | 0      | 2     |
| 15   | Roumanie             | 0  | 0      | 1      | 1     |
| 15   | Espagne              | 0  | 0      | 1      | 1     |
| 15   | Suisse               | 0  | 0      | 1      | 1     |
| 15   | Royaume-Uni          | 0  | 0      | 1      | 1     |

## Légende
- RE : Record d'Europe
- RC : Record des Championnats
- RN : Record national
- disq. : disqualification
- ab. : abandon